# Siamo tutti marziani
Siamo tutti marziani è un singolo del gruppo musicale italiano Thegiornalisti, pubblicato il 15 giugno 2011 come primo e unico estratto dal primo album in studio Vol. 1.

## Tracce
Testi e musiche di Tommaso Paradiso.
1. Siamo tutti marziani – 4:08

## Formazione
Gruppo
- Tommaso Paradiso – voce, tastiera, sintetizzatore
- Marco Antonio "Rissa" Musella – chitarra, sintetizzatore
- Marco Primavera – batteria, percussioni, cori